# Bárbara Lennie
Bárbara Lennie Holguín  (Madrid, 20 april 1984) is een Spaans actrice.

## Filmografie

### Film
Uitgezonderd korte films en televisiefilms.
| Filmografie als actrice |                                          |
| Jaar                    | Titel                                    |
| 2001                    | Más pena que Gloria                      |
| 2005                    | Obaba                                    |
| 2006                    | La bicicleta                             |
| 2006                    | Mujeres en el parque                     |
| 2007                    | Todos los días son tuyos                 |
| 2007                    | Las 13 rosas                             |
| 2009                    | Los condenados                           |
| 2010                    | Todas las canciones hablan de mí         |
| 2011                    | La piel que habito                       |
| 2012                    | Dictado                                  |
| 2012                    | Miel de naranjas                         |
| 2014                    | Stella cadente                           |
| 2014                    | El Niño                                  |
| 2014                    | Magical Girl                             |
| 2014                    | Murieron por encima de sus posibilidades |
| 2015                    | El apóstata                              |
| 2016                    | María (y los demás)                      |
| 2016                    | Contratiempo                             |
| 2016                    | Las furias                               |
| 2017                    | Una especie de familia                   |
| 2017                    | Oro                                      |
| 2017                    | La enfermedad del domingo                |
| 2018                    | Todos lo saben                           |
| 2018                    | Petra                                    |
| 2018                    | El reino                                 |
| 2022                    | El agua                                  |

### Televisie
Uitgezonderd eenmalige gastrollen.
| Filmografie als actrice |                           |                     |
| Jaar                    | Titel                     | Aantal afleveringen |
| 2007 - 2008             | Cuenta atrás              | 29                  |
| 2009 - 2010             | Amar en tiempos revueltos | 139                 |
| 2011 - 2013             | Isabel                    | 12                  |
| 2009 - 2015             | Águila Roja               | 2                   |
| 2017                    | El incidente              | 5                   |
| 2020                    | El desorden que dejas     | 8                   |

- Biblioteca Nacional de España: XX1607919
- Bibliothèque nationale de France: cb162091641 (data)
- Catàleg d'autoritats de noms i títols de Catalunya: 981058516886906706
- Gemeinsame Normdatei: 1062373863
- International Standard Name Identifier: 0000 0001 1476 9556
- Library of Congress Control Number: no2006116633
- Nationale Bibliotheek van Israël: 987007414039805171
- Système universitaire de documentation: 179338285
- Virtual International Authority File: 87343590
- WorldCat: E39PBJk979XC4JPFhVYxyvfKBP